# Sans pitié (film, 1948)
Pour les articles homonymes, voir Sans pitié.
Pour plus de détails, voir Fiche technique et Distribution.
Sans pitié (titre original : Senza pietà) est un film italien réalisé par Alberto Lattuada, sorti en 1948.

## Synopsis
- Livourne à la fin de la Deuxième Guerre mondiale. Dans un train, une jeune femme italienne, Angela, sauve un soldat de l'armée américaine blessé par balle puis finit par l'aimer.

Dans un contexte particulièrement sordide et difficile, Angela et Jerry ne pourront réaliser leur désir de rejoindre, ensemble, le Nouveau Monde. Jerry, accusé à tort de vol puis emprisonné, s'évade. Angela, fille-mère répudiée par ses parents, est contrainte de se prostituer afin d'échapper aux pressions de Pierluigi, un "caïd" de la contrebande et du proxénétisme. Ils se rejoignent et Jerry décide de voler à PierLuigi l'argent qui leur permettra de partir. Mais la bande de PierLuigi les rattrape et Angela est mortellement blessée. Désespéré, Jerry met fin à ses jours aux côtés d'Angela en précipitant le camion qu'il conduit du haut d'une falaise.

## Fiche technique
- Titre : Sans pitié
- Titre original : Senza pietà
- Réalisation : Alberto Lattuada
- Scénario : Federico Fellini, Tullio Pinelli et Ettore Maria Margadonna
- Production : Clemente Fracassi, Carlo Ponti
- Musique : Nino Rota
- Photographie : Aldo Tonti
- Décors et costumes : Piero Gherardi
- Pays d'origine : Italie
- Format : Noir et blanc - 1,37:1 - Mono
- Genre : Drame
- Durée : 95 minutes
- Date de sortie : 1948

## Distribution
- Carla Del Poggio : Angela
- John Kitzmiller : Jerry
- Pierre Claudé : Pierluigi
- Giulietta Masina : Marcella
- Folco Lulli : Giacomo
- Lando Muzio : le capitaine

## Lattuada: à propos du film
- « (...), j'ai été séduit par un sujet d'Ettore M. Margadonna qui s'intitulait Good bye, Othello. Il s'agissait de la rencontre d'un soldat noir et d'une prostituée blanche. Les interprètes étaient Carla Del Poggio et John Kitzmiller, un authentique soldat américain qui était venu en Italie pour la guerre. Il avait été séduit par notre pays et avait décidé d'y demeurer. Il y avait aussi Giulietta Masina, dont c'était la première apparition à l'écran. Senza pietà, écrit en collaboration avec Tullio Pinelli et Federico Fellini, était un des premiers films antiracistes, une sorte d'anticipation de tout un cinéma actuel (Jungle Fever, de Spike Lee, par exemple). Le film a obtenu un succès international (...). Aux États-Unis, il est arrivé dans une période d'intolérance et de racisme encore très dure, héritée du maccarthysme et de Little Rock. Il a fait l'effet d'une bombe ; la critique a été très sévère. » (Propos recueillis et traduits par Claire Cartier, in : CinémAction/ le néoréalisme italien, janvier 1994).